# Defense Distinguished Service Medal
La Defense Distinguished Service Medal è una decorazione militare assegnata dal Dipartimento della Difesa degli Stati Uniti, conferita ai membri delle Forze Armate statunitensi per aver prestato servizio in modo eccezionalmente distinto, contribuendo alla sicurezza nazionale o alla difesa degli Stati Uniti.

## Storia
La medaglia è stata istituita il 9 luglio 1970 dal presidente Richard Nixon con l'ordine esecutivo 11545.
Il presidente Nixon conferì la prima medaglia, il giorno in cui venne firmato l'ordine esecutivo, al generale Earle Wheeler, che si stava ritirando dall'esercito statunitense dopo aver prestato servizio come capo di stato maggiore dell'esercito degli Stati Uniti e poi come capo del Joint Chiefs of Staff.